# Neumühlen-Dietrichsdorf

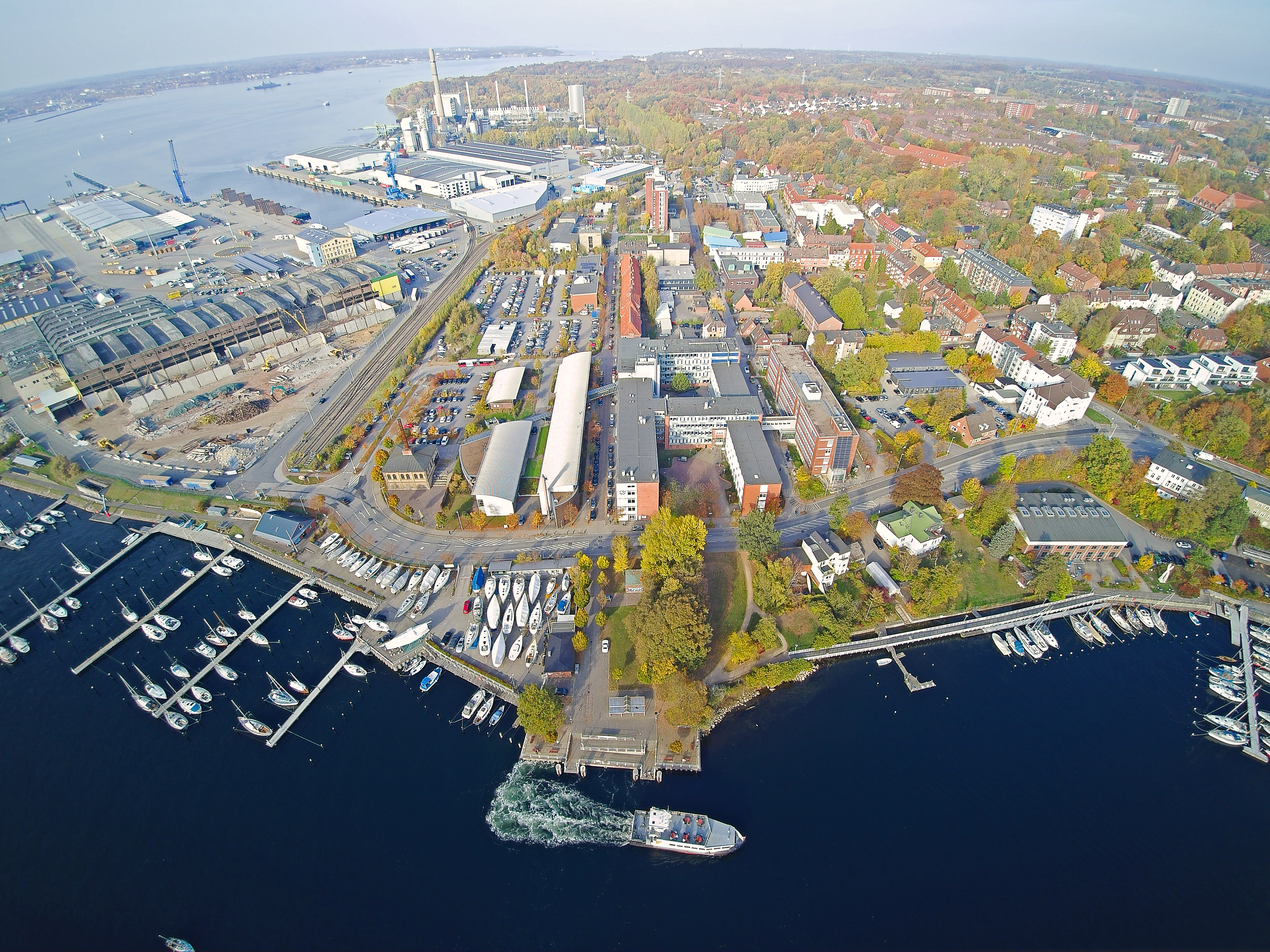
Luftaufnahme der Fachhochschule Kiel

Neumühlen-Dietrichsdorf ist ein Stadtteil der Landeshauptstadt Kiel auf dem Ostufer der Kieler Förde und hat etwa 12.610 Einwohner. Das Küstenkraftwerk, die Fachhochschule Kiel und der Ostuferhafen (ein Fracht- und Fährhafen der Stadt) liegen auf dem Gebiet dieses Stadtteils. Zum Stadtteil gehört außerdem die Siedlung Oppendorf.

## Geschichte
Bevor Neumühlen-Dietrichsdorf 1924 mit 7800 Einwohnern nach Kiel eingemeindet wurde, war Dietrichsdorf ein landwirtschaftlich geprägter Ort, während die Bewohner Neumühlens von den zahlreichen Mühlen entlang der Schwentine lebten. Vereinigt wurden die beiden Orte 1907 zur Gemeinde Neumühlen-Dietrichsdorf.
Während um 1871 nur etwa 700 Einwohner gezählt wurden, änderte sich dies 1876 mit der Ansiedlung der „Kieler Schiffswerft“ von Georg Howaldt, Keimzelle der Howaldtswerke. Direkt vor den Werfttoren wurde für die Werftarbeiter der Ortsteil Neu-Dietrichsdorf angelegt, so dass der Stadtteil um 1900 bereits knapp 3000 Einwohner hatte.

### Einwohnerentwicklung
Neumühlen
1803: 211 Einwohner
um 1900: etwa 900 Einwohner
Dietrichsdorf
1855: 234 Einwohner
um 1900: etwa 4300 Einwohner

## Ansiedlung von Firmen

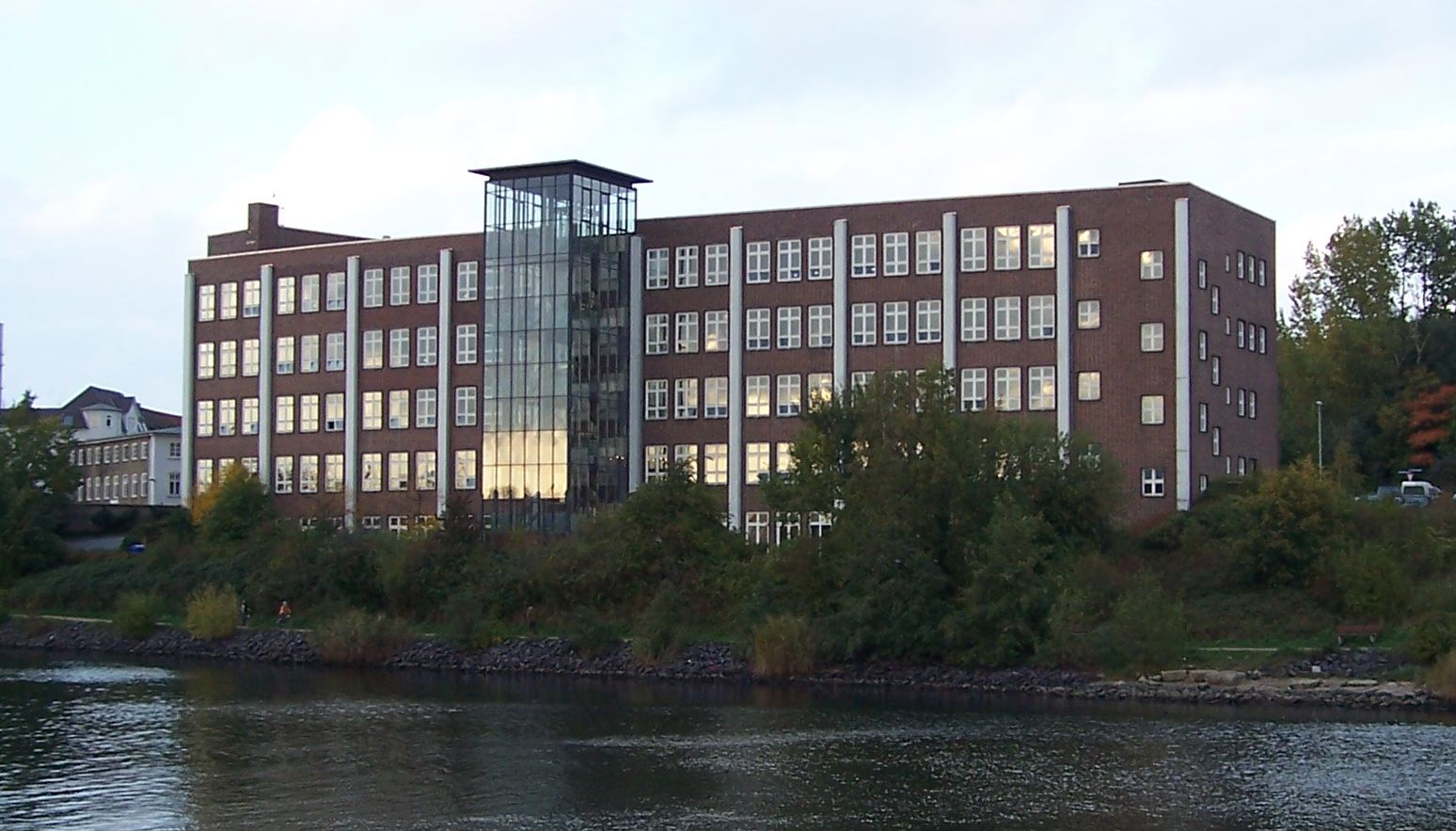
Schmerzklinik Kiel, früher Kompass-Klinik und Firma Anschütz

Neben HDW (heute thyssenkrupp Marine System GmbH & German Naval Yards) haben sich zeitweise noch andere Firmen im Stadtteil angesiedelt. 1905 gründete sich dort die Firma Anschütz & Co., deren Gründer den Kreiselkompass erfunden hat. In dem ehemaligen Firmengebäude befindet sich heute die Schmerzklinik Kiel.
1947 errichtete Rudolf Hell in dem Stadtteil seinen Betrieb, die Kommunikations- und Reproduktionstechnik herstellte. In den Gebäuden ist heute ein Teil der Fachhochschule untergebracht.
Der Rollstuhlhersteller Ortopedia hatte sein Hauptwerk in Dietrichsdorf, bevor die MEYRA Wilhelm Meyer GmbH & CO. KG die Gesellschaft übernahm und die Produktion verlagerte. Die ehemaligen Gebäude gehören dem Ostuferhafen, der diese abreißen möchte.

## Nachbar-Stadtteile und Verkehr
Neumühlen-Dietrichsdorf liegt am nordöstlichen Stadtrand von Kiel. Im Westen befindet sich die Kieler Förde, südlich liegt der Stadtteil Wellingdorf (die Schwentine bildet die gemeinsame Grenze). Im Osten und Norden grenzen Schönkirchen bzw. Mönkeberg (beide Amt Schrevenborn) an den Stadtteil. Es führen zwei Brücken über die Schwentine in die Kieler Innenstadt, daneben streift die B 502 (Richtung Schönberg) und eine Straße nach Mönkeberg (alte B 502) den Stadtteil. An der Bahnstrecke Kiel Süd–Schönberger Strand liegt der Bahnhof Oppendorf, von dem seit 2017 wieder stündlich Regionalbahnen zum Kieler Hauptbahnhof fahren. Im Rahmen des Stadtbahn-Projektes sind zwei Stadtbahnlinien nach Neumühlen-Dietrichsdorf geplant, deren Endpunkte an der Fachhochschule und am Masurenring liegen sollen.

## Kultur und Freizeit
- Mediendom der FH Kiel

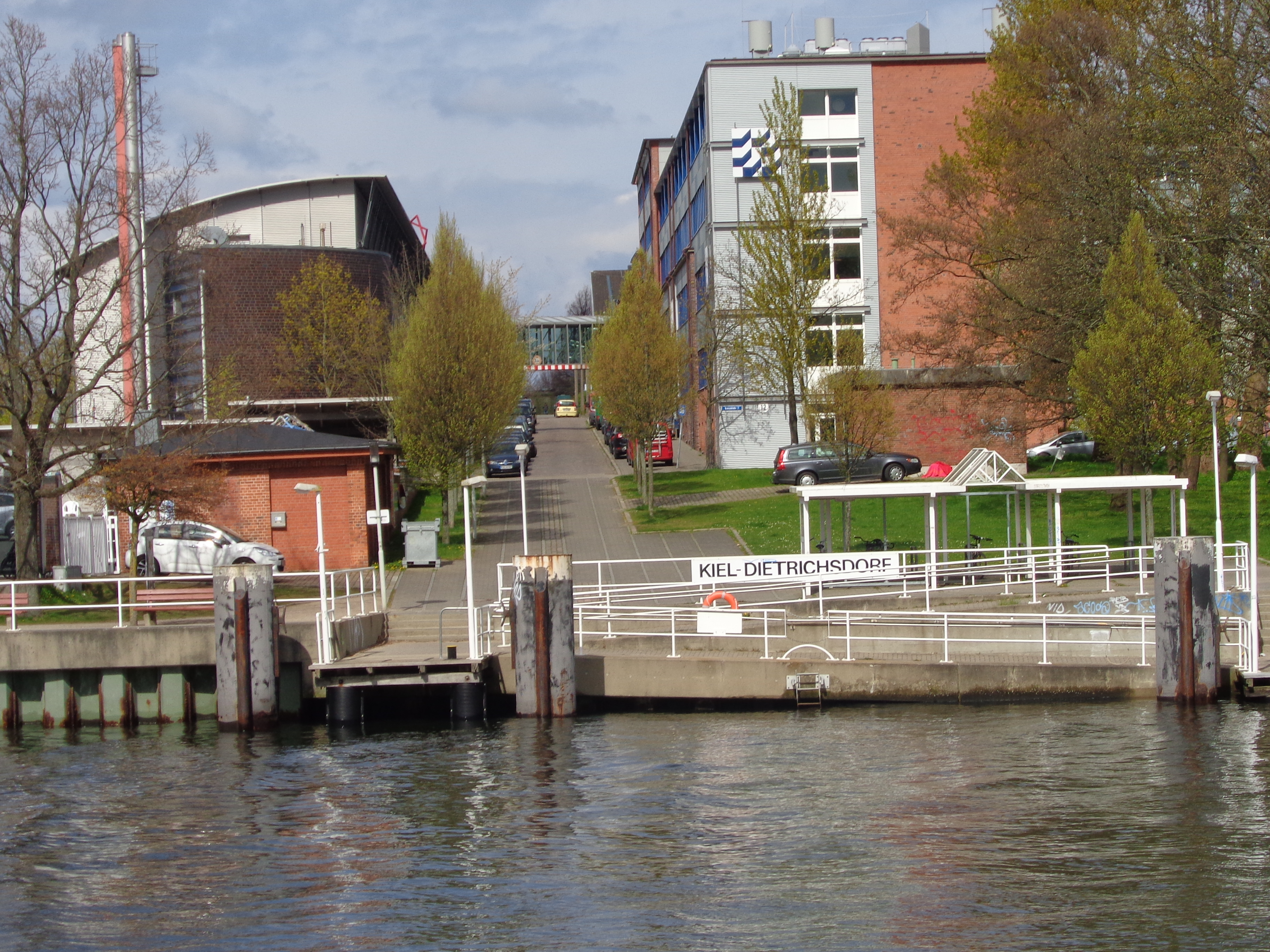
Anleger für die Fördedampfer

- Industriemuseum Howaldtsche Metallgiesserei
- Ofenmuseum (der Kaminbaufirma Fahrenkrug)
- Computermuseum der Fachhochschule Kiel
- Stadtteilbücherei für die Landeshauptstadt Kiel, betrieben von Ehrenamtlichen eines Fördervereins
- Dietrichsdorfer Strand (seit 2007 wieder begehbar)
- Stadtteilfest „Dietrichsdorfer Band“ am ersten Sonntag der Kieler Woche

## Schulen
In Neumühlen-Dietrichsdorf gibt es vier allgemeinbildende Schulen:
- Toni-Jensen-Grundschule
- Toni-Jensen-Gemeinschaftsschule
- Adolf-Reichwein-Grundschule
- Andreas-Gayk-Förderschule

Die Fachhochschule Kiel hat als Hochschule ihren Campus im Stadtteil.

## Kirchen

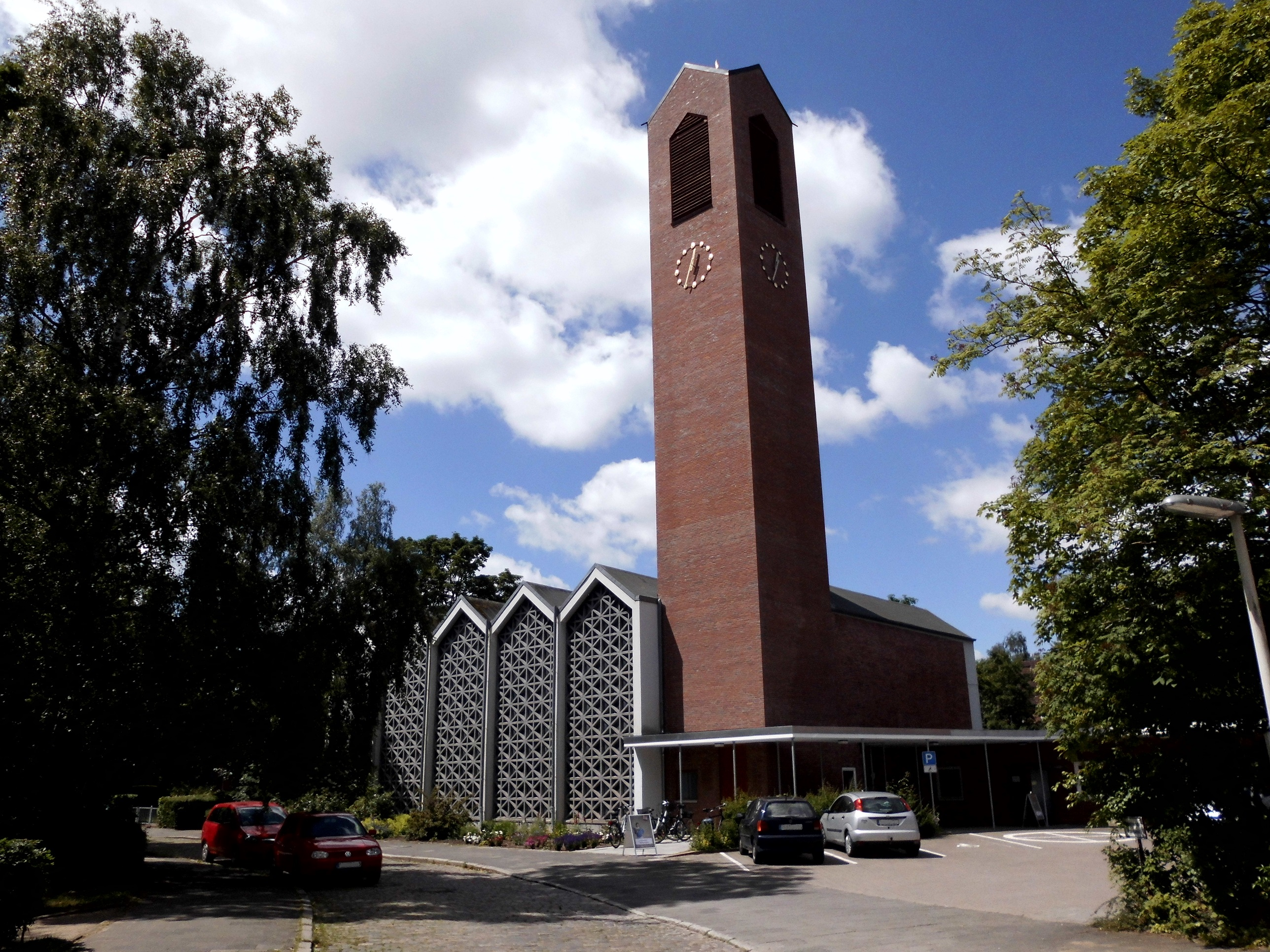
Paul-Gerhardt-Kirche am Ivensring

Am Ivensring wurde am 1. März 1959 die evangelische Paul-Gerhardt-Kirche eingeweiht.
Es gab einmal die katholische Pfarrkirche Christ-König an der Schönkirchener Straße, die 2008 entweiht und im Juni 2009 abgerissen wurde.